# 2570 Порфиро
2570 Порфиро (2570 Porphyro) — астероїд головного поясу, відкритий 6 серпня 1980 року.
Тіссеранів параметр щодо Юпітера — 3,273.